# ペントスタチン
ペントスタチン (英語: Pentostatin) は、プリンアナログに分類される抗がん剤である。デオキシコホルマイシン（Deoxycoformycin）とも呼ばれる。商品名はコホリン、Nipent。
成人T細胞白血病リンパ腫および有毛細胞白血病の治療に用いられる。日本では、KMバイオロジクス株式会社がコホリン静注用7.5mgを販売している。

## 効能・効果
- 成人T細胞白血病リンパ腫[2]
- 有毛細胞白血病[2][3]

この他、ペントスタチンはステロイド抵抗性の急性および慢性移植片対宿主病の治療にも使用される。

## 警告
- ペントスタチンとビダラビンとの併用により、腎不全、肝不全、神経毒性等の重篤な副作用を発現したとの報告がある。
- フルダラビンとの併用により致命的な肺毒性が報告されている。

等

## 禁忌
ペントスタチンは下記の患者には禁忌である。
- 製剤成分に対し重篤な過敏症の既往歴のある患者
- 腎不全の患者
- 水痘または帯状疱疹の患者
- ビダラビン注射剤を投与中の患者
- シクロホスファミドまたはイホスファミドを投与中の患者
- フルダラビンリン酸エステル製剤を投与中の患者
- 妊婦または妊娠している可能性のある婦人

## 副作用
重大な副作用として、
- 重篤な腎障害

溶血性尿毒症症候群（HUS：Hemolytic Uremic Syndrome）、腎不全
- 骨髄抑制

汎血球減少、白血球減少（顆粒球減少、好中球減少、リンパ球減少）、血小板減少、貧血
が知られている。

## 作用機序
ペントスタチンは代謝拮抗薬に分類される。ヌクレオシドであるアデノシンを模倣しており、アデノシン脱アミノ酵素を阻害して細胞のDNA処理能力を阻害する。
一般にがん細胞は健康な細胞よりも頻繁に分裂する。DNAは細胞分裂（有糸分裂）に大きく関与しており、従ってDNAに関連するプロセスを標的とする薬剤は、健康な細胞よりもがん細胞に対して毒性を強く発揮する。